# Šišák hrálovitý
Šišák hrálovitý (Scutellaria hastifolia) je drobná, modře kvetoucí rostlina vzácně vyrůstající na vlhkým a teplých místech.

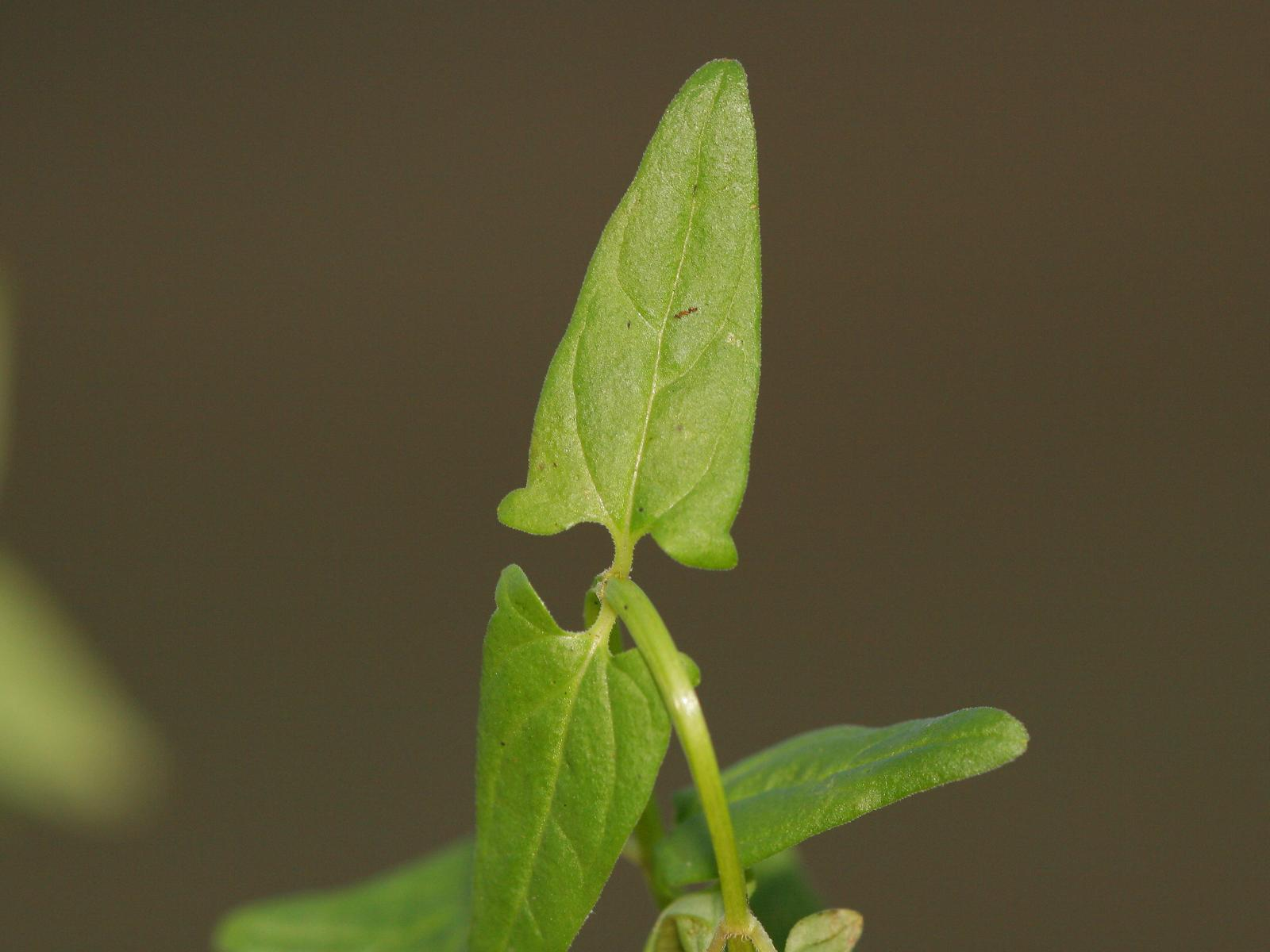
Dva vstřícné hrálovité listy

## Rozšíření
Je to rostlina s kontinentálním areálem, těžiště jejího výskytu je hlavně ve střední a východní Evropě, ostrůvkovitě se však nachází téměř ve všech evropských státech. Sklon k růstu ve vnitrozemí se projevuje i výskytem ve Střední Asii, v Mongolsku a ve Vnitřním Mongolsku v Číně, v malém i na východní a západní Sibiři. Vyrůstá také v Severní Americe od Aljašky přes celou Kanadu až po jih Spojených státu amerických.
Rostlina miluje vlhko a relativně i teplo, je vázána na mokřadní stanoviště, roste hlavně v naplavené půdě okolo velkých řek. Vyrůstá ve světlých lužních lesích, na březích řek, v příkopech a v různých mokřinách, dokonce i na obhospodařovaných pozemcích. Nejsilnější a nejvíce kvetoucí rostliny rostlou na osluněných místech.
V České republice se vyskytuje poměrně vzácně a to převážně v nížinách a pahorkatinách, do podhůří proniká jen výjimečně. Nejvíce roste na Moravě v Dolnomoravském a Dyjsko-svratecké úvalu. V Čechách pak nejvíce ve středním Polabí a okolo dolního toku Ohře, ojediněle v Podkrušnohorské pánvi a v okolí spodního toku Jizery.

## Popis
Vytrvalá rostlina se zelenou lodyhou, vyrůstající z plazivého rozvětveného oddenku, která bývá vysoká od 20 do 30 cm. Lodyha je čtyřhranná, jednoduchá nebo častěji ve vyšší části rozvětvená, bývá lysá nebo řídce chlupatá, vespod mívá nafialovělou barvu. Vyrůstají na ní vstřícné, žláznatě chlupaté listy s krátkými řapíky. Na bázi uťatá listová čepel bývá celistvá, u spodních listů podlouhle kopinatá s několika zuby na každé straně, u prostředních hrálovitá (u báze má dva boční laloky) a u horních (čím výše tím menších) kopinatá. Listy bývají dlouhé od 2 do 6 cm a široké 0,5 až 2,5 cm.
Z paždí horních listů, nebo listenů, vyrůstají na stopách dlouhých až 3 mm dva květy, vždy v jednom směru. Celý květ je žláznatě pýřitý, dvoupyský zvonkovitý kalich 3 až 4 mm dlouhý, nese na horním pysku miskovitý výrůstek – štítek, poznávací znamení rodu šišák. Fialově modrá, zřídka bílá, tlamatá koruna má tvar u báze prohnuté trubky dlouhé 15 až 25 mm, horní pysk je 3dílný, vypouklý a dolní celistvý.
Vnější spodní dvě tyčinky jsou delší než dvě vnitřní horní, jejich prašníky mají pouze jeden prašný váček funkční, druhý je zakrnělý. Svrchní semeník vytvořily dva plodolisty, blizna je dvouklaná. Jako ochrana proti samoopylení dozrává nejdříve pyl a teprve později vajíčka. Mimo květy oboupohlavné se občas vyskytují i květy jen samičí.
Kvete od června do srpna. Opylování zajišťují blanokřídlí a motýli. Po opylení koruna květu opadne a kališní pysky obejmou dozrávající tvrdky. Když tyto dozrají, pysky se otevřou a z tvrdek vypadnou 4 semena velká asi 1,5 mm.

## Ohrožení
Během rozsáhlých meliorací a snahy o přeměnu zamokřených území na ornou půdy došlo i ke zničení mnoha přeplavovaných luk, na kterých šišák hrálovitý rostl. Zmenšilo se nejen množství lokalit jeho výskytu, ale i na těch pozůstalých se snižují počty kvetoucích jedinců. Byl proto jak "Vyhláškou MŽP ČR č. 395/1992" tak i "Černým a červeným seznamem cévnatých rostlin ČR" v roce 2000 prohlášen za ohrožený druh (§2, C2).